# Andreas Helgstrand
Andreas Helgstrand   (Copenhaguen, 2 d'octubre de 1977)  és un genet de doma danès. Helgstrand ha representat Dinamarca en esdeveniments d'hípica als Jocs Olímpics d'Estiu 2004 i en els Jocs Eqüestres Mundials.